# Zeta Microscopii
Zeta Microscopii (ζ Mic / HD 200163 / HR 8048 / HIP 103882) es una estrella en la constelación de Microscopium de magnitud aparente +5,33.
Es una estrella de la secuencia principal de tipo espectral F3V, por lo que al igual que el Sol, fusiona hidrógeno en su núcleo, pero su superficie está notablemente más caliente —aproximadamente a 6630 K—.
Sus características físicas son parecidas a las de η Corvi, η Leporis o I Carinae, pero se encuentra al doble de distancia que éstas, concretamente a 115 años luz del sistema solar.
Es un 50% más masiva que el Sol y su edad se estima en 1700 millones de años.
Su diámetro es poco más del doble del diámetro solar.
Zeta Microscopii tiene un contendido metálico —expresado como la abundancia relativa de hierro— inferior al solar ([Fe/H] = -0,12); sin embargo otros autores reducen significativamente esta diferencia hasta un valor muy próximo al solar ([Fe/H] = -0,01).
Como otras estrellas calientes, Zeta Microscopii rota considerablemente más deprisa que el Sol. Mientras que por debajo de cierta temperatura, las estrellas giran sobre sí mismas a una velocidad cercana a la del Sol (2 km/s), por encima de cierto límite la velocidad de rotación aumenta bruscamente, llegando en algunas estrellas calientes a superar los 300 km/s. Zeta Microscopii, justo por encima de dicho límite, posee una velocidad de rotación proyectada de 47 km/s, 24 veces más alta que la del Sol.